# سنیکری‌ویروک
سنیکری‌ویروک (انگلیسی: Cenicriviroc) یک داروی آزمایشی برای درمان عفونت HIV و در ترکیب با تروپیفکسور برای استئاتوهپاتیت غیر الکلی است.
این دارو یک مهارکننده گیرنده‌های CCR2 و CCR5 است و به آن اجازه می‌دهد به عنوان یک بازدارنده ورود عمل کند که از ورود ویروس به سلول انسانی جلوگیری می‌کند. مهار CCR2 ممکن است اثر ضد التهابی داشته باشد.